# Fred Rompelberg
Fred Rompelberg (Maastricht, 30 ottobre 1945) è un ex pistard olandese, autore di diversi record mondiali di velocità dietro motori.

## Carriera
Rompelberg diventò professionista nel 1971 e gareggiò con la maglia di diverse formazioni pro belghe e olandesi dal 1973 al 1980, proseguendo poi la carriera con sponsor individuali. Durante gli anni settanta, ottanta e novanta, Rompelberg fu principalmente attivo nel mezzofondo: migliorò il record dell'ora dietro motori più volte, fu campione olandese di mezzofondo nel 1977 e partecipò più volte ai campionati del mondo di specialità.
È conosciuto soprattutto per i suoi undici record mondiali in bicicletta dietro motori pesanti, e per aver effettuato diversi tentativi di battere il record mondiale di velocità assoluta di ciclismo. Il 3 ottobre 1995 pedalò dietro a un dragster al lago salato di Bonneville, nello Utah, ad una velocità di 268,831 chilometri all'ora. Era il più anziano ciclista professionista al mondo in quel momento e il record è ancora imbattuto e presente nel Guinness dei primati. Ha battuto il precedente record di 245 km/h di John Howard, ottenuto nel 1985 sempre nello Utah.

## Palmarès
- 1977

Campionati olandesi, Mezzofondo